# The Four Seasons
A The Four Seasons amerikai rockegyüttes, amelyet 1960-ban alapítottak meg a New Jersey államban fekvő Newarkban. 1970 óta Frankie Valli and the Four Seasons néven működik. Az együttes énekese és egyben vezetője Frankie Valli, az egyetlen olyan tag, aki megalakulásuk óta folyamatosan az együttesben zenél. 
Az együttest 1990-ben beiktatták a Rock and Roll Hall of Fame-be.

## Tagok

### Jelenlegi tagok
- Frankie Valli – ének (1960–1977, 1979 – jelen)
- Robbie Robinson – billentyűsök (1979–1996, 2004 – jelen)
- Andy Sanesi – dobok (2018 – jelen)
- Christian Moraga – ütőhangszerek (2019 – jelen)
- Steve Warren – basszusgitár (2021 – jelen)
- Basil Fung – gitár (2017 – jelen)
- Sandro Rebel – billentyűzetek (2018-tól)
- Jamie Kine – gitár (2020 – jelen)
- Ronen Bay – háttérvokál (2018 – jelen)
- Craig Cady – háttérvokál (2018 – jelen)
- Joseph Ott – háttérvokál (2018 – jelen)
- Noah Rivera – háttérvokál (2020 – jelen)

### Korábbi tagok
- Bob Gaudio – ének, billentyűsök, gitár (1960–1977, 1979–1992)
- Tommy DeVito – ének, gitár (1960–1970)
- Nick Massi – ének, basszusgitár (1960–1965)
- Charles Calello – háttérvokál, basszusgitár (1965)
- Joe Long – ének, basszusgitár (1965–1975)
- Bob Grimm – ének, gitár (1970-1971)
- Demetri Callas – ének, gitár (1971-1973; 1942. június 7. – 2020. január 13.  )
- Bill DeLoach – ének, billentyűsök (1971-1973)
- Clay Jordan – ének, billentyűsök (1971)
- Ronnie Carangelo – dob
- Richard Natoli – szaxofon, kürt (1972-1977, 1979–1982)
- Don Ciccone – ének, basszusgitár, ritmusgitár (1972–1977, 1979–1982)
- Gerry Polci – ének, dob (1973–1977, 1979–1982, 1988–1990)
- Lee Shapiro – billentyűsök (1973-1981)
- John Paiva – ének, ritmusgitár (1973-1977)
- Jerry Corbetta – ének, billentyűsök (1979-1985)
- Larry Lingle – gitár (1979-1993, 2015)
- Rex Robinson – ének, basszusgitár (1979-2003)
- Mike Lingle – dob (1982-1985)
- Lynn Hammann – ének, dob (1982-1988)
- Chuck Wilson – ütőhangszerek (1982-1990) ; dobok (1990-1993)
- Robin Swenson – billentyűsök (1985-1991)
- Howard Larrabee – ének, billentyűsök (1988-1990)
- Richie Gajate-Garcia – ütőhangszerek (1990-2019)
- Tim Stone – ének, billentyűsök (1991-1996?)
- Daniel “Zoro” Donelly – dobok (1994-2005)
- Adrian Baker – ének, gitár (1994-1995)
- Tommy Alvarado – szaxofon, ütőhangszerek (1994-1996)
- Fino Roverato – gitár (1994-2003?)
- Warren Ham – szaxofon (1996-2000)
- Todd Fournier – ének (2002–2018)
- Jason Martinez – ének (2002-2007, 2018)
- Rich Callaci – billentyűsök (2003)
- Landon Beard – ének (2003–2018)
- Brian Brigham – ének (2003–2018)
- Keith Hubacher – basszusgitár (2004-2007, 2016–2018)
- Craig Pilo – dobok (2005-2018)
- Val Martinez – ének (2006)
- Brandon Brigham – ének (2006–2018)
- Brad Sharp (2015-2016)
- Erik Bates – ének (2018-2020)
- Will Roberts – basszusgitár (2018-2020)

## Diszkográfia

### Nagylemezek
- 1962: Sherry & 11 Others (Vee-Jay)
- 1962: The 4 Seasons Greetings (Vee-Jay)
- 1962: The 4 Seasons sing Ain't That A Shame and 11 others (Vee-Jay)
- 1964: Dawn (Go Away) And 11 Other Great Songs (Philips)
- 1972: Chameleon (MoWest)
- 1975: Who Loves You (Warner Bros.)
- 1985: Streetfighter (MCA)
- 1992: Hope + Glory (Curb)

### Kislemezek
(a zárójelben a legjobb Billboard-slágerlistás helyzete olvasható)
- 1962: Sherry (#1)
- 1962: Big Girls Don't Cry (#1)
- 1963: Walk Like a Man (#1)
- 1964: Rag Doll (#1)
- 1965: Let's Hang On! (#3)
- 1967: Can't Take My Eyes Off You (#2)
- 1975: Who Loves You (#3)
- 1975: December, 1963 (Oh, What a Night) (#1)
- 1994: December, 1963 (Oh, What a Night) (#14)